# Tidløs Leg
|  | Denne artikel er oprettet af botten Steenthbot ud fra en ekstern database. Den kan derfor have sproglige fejl eller mangler. Denne skabelon kan fjernes efter kontrol af indholdet. |

Tidløs Leg er en dansk dokumentarfilm fra 1987 instrueret af Vagn Sørensen.

## Handling
En lille skitse, der har sin inspiration fra Pieter Brueghels billede 'børneleg' malet for ca. 350 år siden. Børn i 1987 leger stadig mange af billedets lege til trods for overflod af nutidens og fremtidens legetøj.